# Plantenvirus
Plantenvirussen zijn virussen bij hogere planten (meestal ziekteverwekkers), die zich alleen kunnen vermeerderen in plantencellen. Ongeveer een kwart van de ongeveer 2480 beschreven virussen zijn plantenvirussen. Er worden op grond van verwantschap 396 geslachten en 95 families in 7 ordes onderscheiden.
Ze kunnen op basis van hun morfologie ingedeeld worden. Er zijn staafvormige, zoals tabaksmozaïekvirus (Tobacco mosaic virus), en bolvormige virussen. Ruim 50% van de bekende plantenvirussen zijn staafvormig met een lengte van 300–500 nm en een diameter van 15–20 nm. De bolvormige virussen hebben een diameter van 40–50 nm.

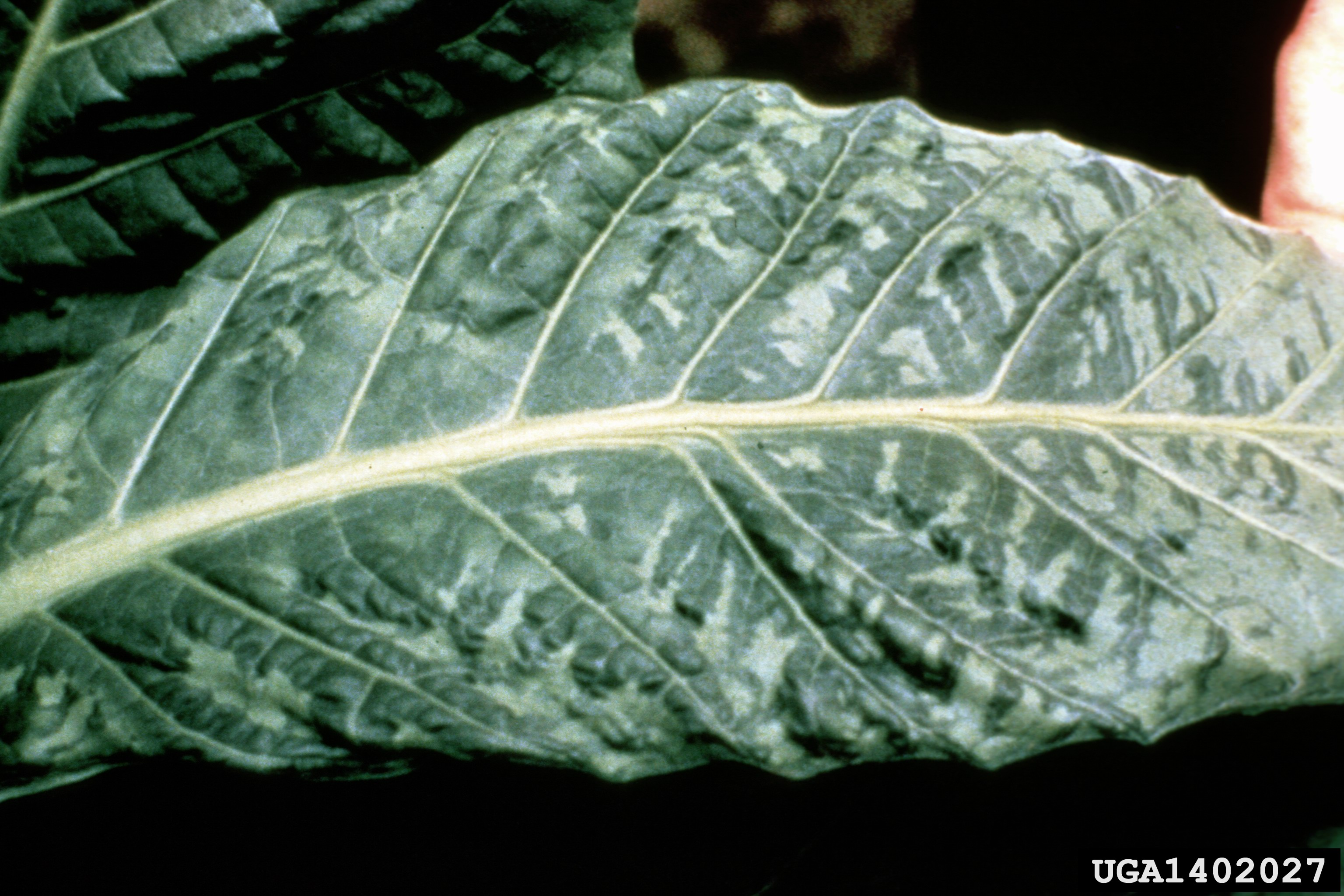
Tabaksmozaïekvirus bij tabak
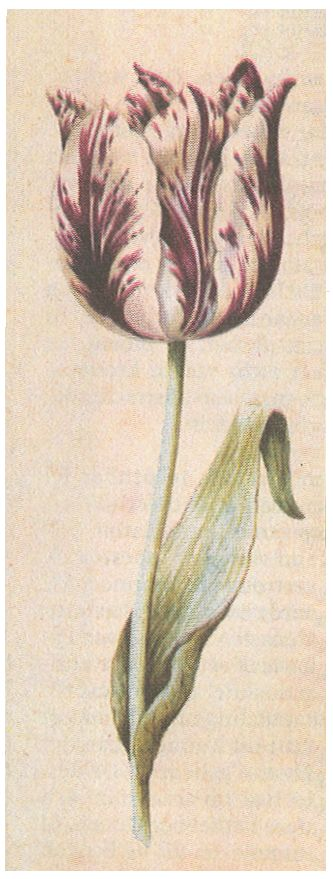
Met virus besmette tulp. Anton Claez: Tulp (Aquarel omstreeks 1630)
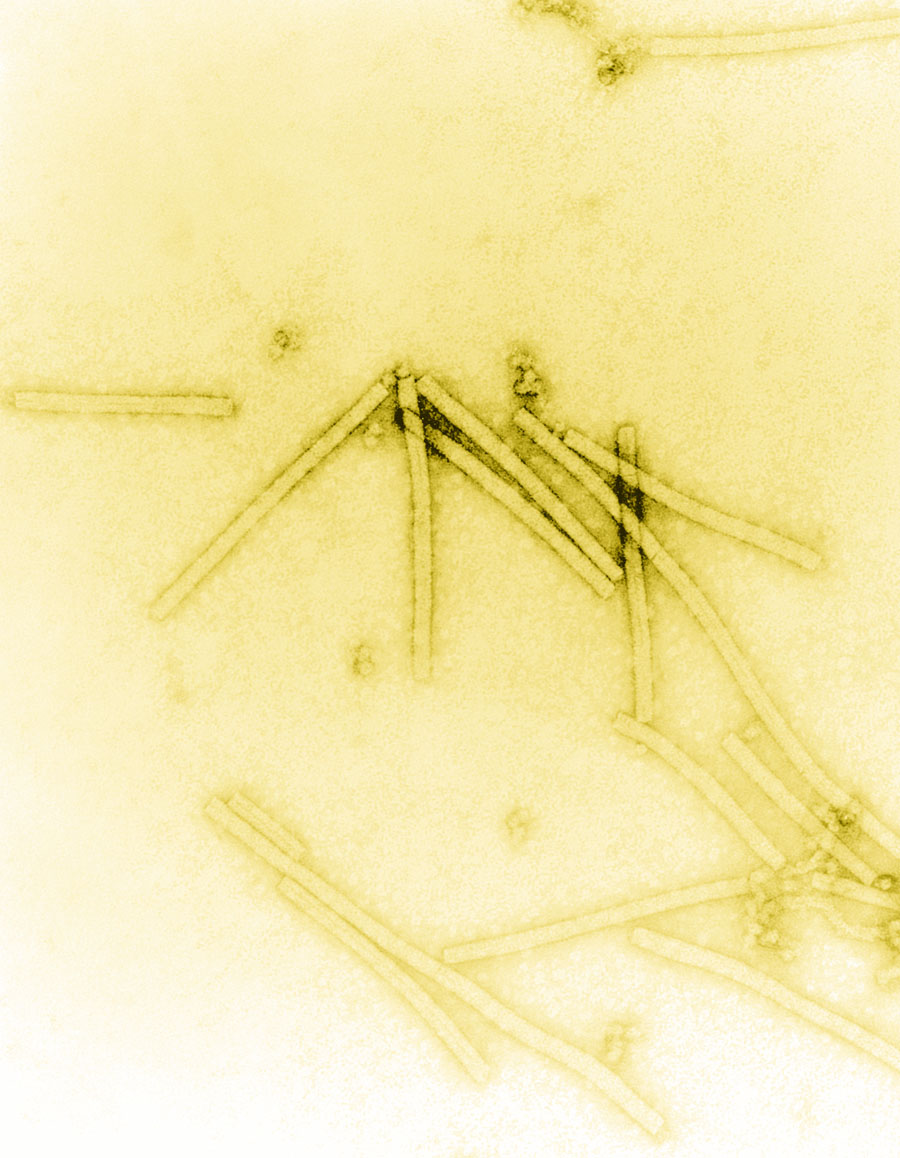
Staafvormig:Tabaksmozaïekvirus bij tabak
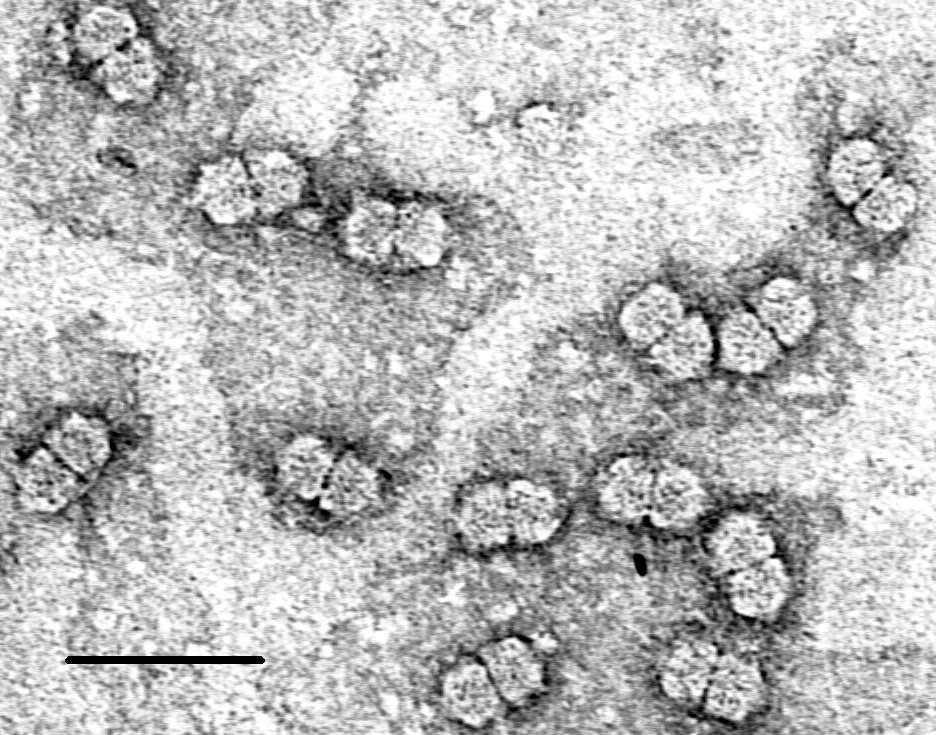
Bolvormig:Gezuiverd maïsstrepenvirus (MSV). Virusdeeltjes gekleurd met uranylacetaat. Streepje is 50 nm lang.

Plantenvirussen zijn al in de 16e eeuw beschreven, maar pas aan het eind van de 19e eeuw werd ontdekt hoe ze werden overgedragen door onderzoek aan tabaksmozaïekvirus bij de tabaksplant.
Mozaïekvirus is een verzamelnaam voor een groep zeer schadelijke en wijdverbreide plantenvirussen. Mozaïekvirussen kunnen niet worden samengebracht onder één taxon en hebben hun verzamelnaam slechts te danken aan het mozaïekpatroon dat zij op hun gastheer achterlaten.

## Geschiedenis

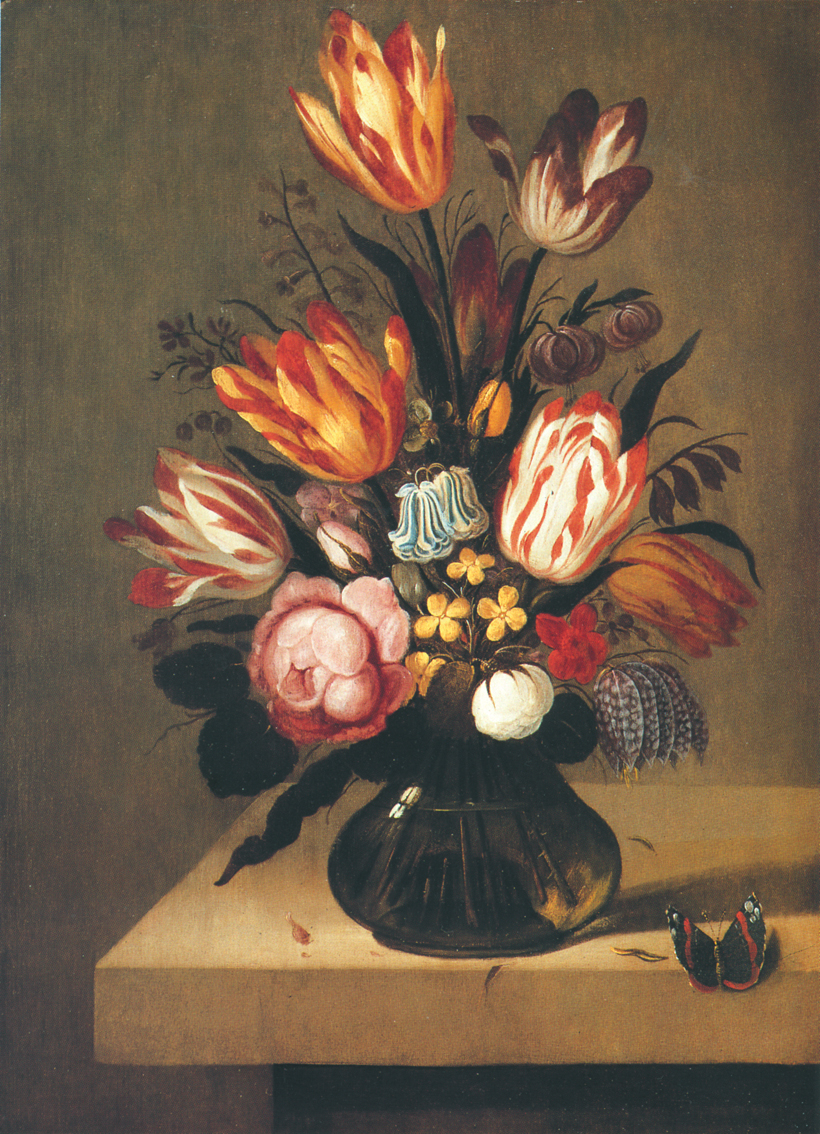
Abraham Bosschaert 1612–1643: Bloemenbouquet met door virus besmette tulpen

Als eerste beschrijving van een mogelijk plantenvirus wordt een gedicht van de Japanse keizerin Koken uit 752 beschouwd. In de gedichtenbundel Manyoshu beschrijft de keizerin de gele herfstkleur van gras midden in de zomer. Gedoeld wordt op een gele bladverkleuring van Eupatorium lindleyanum door infectie met een geminivirus (Geminiviridae).
Nadat in 1551 de eerste tulpen uit Constantinopel in Nederland ingevoerd werden, ontstond de tulpenmanie, waarbij de spectaculairste en meest gevraagde tulpen levendig van kleur waren en strepen en vlammen op de bloembladen hadden door een specifieke virusinfectie, een vorm van het mozaïekvirus.
Het onderzoek van de veranderingen van blad- en bloemkleuren en het afsterven begon met het aantonen van de overdraagbaarheid. De landbouwscheikundige Adolf Mayer onderzocht de oorzaak van de landbouwkundig belangrijke tabaksmozaïekziekte en wees in 1886 een infectie als oorzaak van het fenomeen aan door sap van een zieke plant over te dragen op een gezonde. Door verdunningen stelde Mayer vast dat het niet om een vergiftiging ging. De oorzaak bleef echter onduidelijk. Pas toen Dimitri Ivanovski in 1892 het plantensap eerst ultrafiltreerde werd duidelijk dat de oorzaak door de grootte van de filtraatdeeltjes geen bacterie kon zijn, maar een nog onbekende aantastingssoort moest zijn. Deze experimenten gelden als het begin van de moderne virologie. Martinus Beijerinck bevestigde in 1898 de experimenten van Iwanowskis met gebruikmaking van een porseleinen filter. In 1939 publiceerde Holmes een classificatielijst met 129 plantenvirusen. Deze lijst werd regelmatig aangevuld en in 1999 stonden er 977 virussen op.
Wendell Stanley zuiverde door kristallisatie als eerste het tabaksmozaïekvirus en publiceerde dit in 1935. Hiervoor kreeg hij in 1946 de Nobelprijs voor de Scheikunde. In de vijftiger jaren van de negentiende eeuw toonden twee laboratoria tegelijk aan dat het gezuiverde RNA van het tabaksmozaïekvirus het infectieuse materiaal was. Het RNA is drager van de genetische informatie dat voor de vermenigvuldiging van het virus in de gastheercel zorgdraagt.

## Niet-persistent virus
Niet-persistente (of non-persistente) virussen zijn virussen die door aanraking of mechanisch worden overgebracht. Virusoverdracht kan worden voorkomen door de vingers of mesje na aanraking van een plant in magere melk te dopen alvorens naar een volgende plant te gaan. Bladluizen kunnen dit type virussen echter ook overdragen doordat de stiletten penetreren van de epidermis naar het floëem tussen de plantencellen. Veel cellen langs de stiletweg worden hierdoor kortstondig (ca. 5 s) aangeprikt (intracellulair). Tijdens deze korte celpuncties wordt (niet gelerend, waterig) speeksel in de cel geïnjecteerd en daarmee worden planten veelvuldig met virussen geïnfecteerd. Na enige tijd kan de luis het virus niet meer overbrengen mits deze tussentijds niet wordt herbesmet. Een voorbeeld van een niet-persistent virus is het Sharka-virus (Plum pox virus) bij o.a. pruimen.

## Persistent virus
Persistente virussen zijn virussen die pas worden overgebracht door bladluizen na een tijdelijk verblijf in de bladluis. Een eenmaal besmette bladluis blijft zijn leven lang virus overdragen. Een voorbeeld van een persistent virus is het bladrolvirus (Potato leafroll virus) bij aardappelen.

## Virusoverdracht
Virusoverdracht is mogelijk door verschillende vectoren:
- bladluizen, witte vlieg, mijten en cicaden.
- Aaltjes. Een voorbeeld van een door aaltjes overgebracht virus is het tabaksratelvirus (Tobacco rattle virus) overgebracht door de meeste Trichodoride soorten. Dit virus veroorzaakt in aardappel stengelbont en kringerigheid.
- bodemschimmel. Kringnecrose (Lettuce ring necrosis virus) bij sla wordt overgebracht door Olpidium brassicae.
- protozoa. Rizomanie bij suikerbieten is een virusziekte die wordt overgebracht door Polymyxa betae.
- zaad. Bij sla kan het slamozaïekvirus (Lettuce mosaic virus) via het zaad overgedragen worden.
- stuifmeel. Bij kersen kan een virus via het stuifmeel overgedragen worden.
- Warkruid, zoals klein warkruid, kan virus overbrengen.
- Enting. Bij het enten kan het virus van het geïnfecteerde deel overgaan naar het gezonde deel.

## Resistentie tegen virusinfectie
Planten hebben verdedigingsmechanismen tegen virusinfectie. Een van de meest effectieve berust op een gen-om-gen relatie met R-genen. Elk R-gen geeft resistentie tegen een bepaald virus doordat rondom de geïnfecteerde cel de cellen afsterven en zo de verspreiding van het virus voorkomen wordt. RNA-interferentie is ook een effectief verdedigingsmechanisme bij planten. Besmette planten produceren vaak natuurlijke desinfecterende stoffen die de virussen doden, zoals salicylzuur, stikstofmonoxide en reactieve zuurstofmoleculen.

## Virusvrij maken
Via een topmeristeem kan virusvrij uitgangsmateriaal verkregen worden. Na een warmtebehandeling van een met virus besmette plant wordt het topmeristeem, dat dan nog virusvrij is, op een voedingsbodem gezet en tot een nieuwe plant opgekweekt. Op deze manier zijn er bij verschillende gewassen, zoals aardappel, aardbei, framboos, appel, peer, virusvrije planten/bomen gemaakt, die verder in luisdichte ruimten vermeerderd worden.

## Translatie van de virale eiwitten
Het genoom van 75% van de plantenvirussen bestaat uit enkelstrengs RNA (ssRNA). Bij 65% van de plantenvirussen hebben ze dezelfde sense orientatie als messenger RNA, +ssRNA. 10% heeft echter -ssRNA, waardoor het omgezet moet worden naar +ssRNA voordat de translatie kan beginnen. Het genoom van 5% van de plantenvirussen heeft dubbelstrengs RNA, waardoor translatie meteen kan beginnen net zoals bij de +ssRNA plantenvirussen. 3% van de plantenvirussen heeft een reverse transcriptase enzym nodig voor het omzetten van het RNA naar het DNA. 17% van de plantenvirussen hebben enkelstrengs DNA (ssDNA) en slechts zeer weinigen dubbelstrengs DNa (dsDNA), terwijl een kwart van de bij dieren voorkomende virussen dsDNA hebben en driekwart van de bacteriofagen dsDNA. Virussen gebruiken de plantribosomen voor het aanmaken van de 4-10 eiwitten, gedecodeerd door hun genoom. Doordat echter alle eiwitten afgelezen worden op een enkele streng (ze zijn polycistronisch) zal het ribosoom of slechts één eiwit aflezen omdat de translatie stopt bij het stopcodon of een polyproteïne aanmaken. Plantenvirusen hebben speciale technieken moeten ontwikkelen voor het door de plantencellenproduceren van virale eiwitten.

### 5' Cap

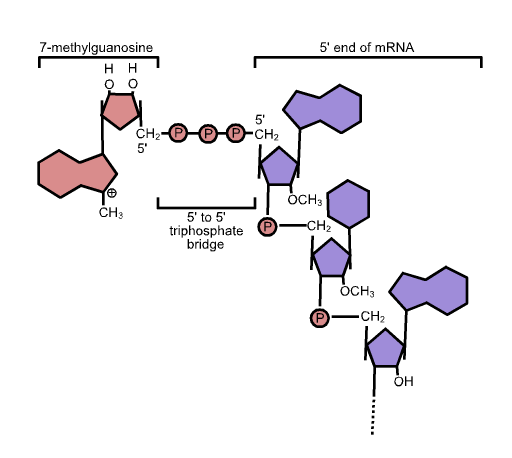
Structuur van 5' cap

Voor translatie bij eukaryotische mRNAs is een 5' cap structuur nodig. Dit betekent dat virussen ook zo'n structuur hebben. Gewoonlijk is dit 7MeGpppN waar N gewoonlijk adenine of guanine is. De virussen decoderen daarom een eiwit, gewoonlijk een replicase met een methyltransferase activiteit.
Sommige virussen zijn cap-dieven. Tijdens dit proces wordt door het virale transcriptase complex een 7mG-capped gastheer mRNA gebruikt en vervolgens gesplitst met het viraal gedecodeerde endonuclease. Het aldus verkregen capped-RNA wordt gebruikt voor de transcriptie op het virale genoom.
Sommige plantenvirussen gebruiken echter geen cap, maar zijn er cap-onafhankelijke translatie versterkers aanwezig in 5' en 3' niet getransleerde regio's van het virale mRNA.

### Doorlezen
Sommige virussen, zoals het tabaksmozaïekvirus (Tobacco mosaic virus, TMV)), hebben RNA-sequenties die een "leaky" stopcodon bevatten. Bij TMV beëindigt het gastheerribosoom bij dit codon de aanmaak van het polypeptide in 95% van de gevallen. Dat betekent dat 5% van de geproduceerde eiwitten langer is en verschillend van de andere normaal geproduceerde eiwitten, hetgeen beschouwd kan worden als een primitieve vorm van regulatie van de transcriptie. In TMV is dit langere polypeptide een RNA-polymerase dat het virale genoom repliceerd.

### Productie van sub-genome RNA's
Sommige virussen produceren subgenomische RNA's om er zeker van te zijn dat alle eiwitten in hun genoom worden getransleerd. Hierbij wordt het eerste eiwit, een replicase, op het genoom gedecodeerd. Deze replicase zorgt voor productie op het genoom van negatief strengs sub-genomische RNA's en produceert dit eiwit op deze negatief streng de positief streng sub-genomische RNA's die de noodzakelijk mRNA's zijn bij de translatie.

### Gesegmenteerde genomen
Sommige virusfamilies, zoals de Bromoviridae splitsen het genoom in meerdere virale deeltjes. Infectie van de plant met het virus vindt pas plaats als alle deeltjes van het genoom in de plant ingebracht zijn. Zo heeft het Brome mosaic virus, dat kweekdravik infecteert, een genoom dat in drie virale deeltjes splits.

### Polyproteïne aanmaak
Virussen die onder andere behoren tot de geslachten Potyviridae en Tymovirus maken polyproteïne aan. Het ribosoom transleert een enkel eiwit van het virale genoom. In het polyproteïne zitten één of meerdere enzymen met protease werking dat het polyproteïne in stukjes knipt, waarbij de verschillende proteïnen ontstaan. Ook is het mogelijk dat alleen het protease uit het polyproteïne wordt geknipt, dat vervolgens andere polypeptiden in stukjes kan knippen waarbij de virale eiwitten ontstaan.